# Lee Dong-gook
Dans ce nom coréen, le nom de famille, Lee, précède le nom personnel.
Pour les articles homonymes, voir Lee.
Lee Dong-gook, né le 29 avril 1979 à Pohang, est un ex-footballeur sud-coréen évoluant au poste d'attaquant.

## Carrière
À sa sortie du lycée technique Jecheol de Pohang en 1998, Lee Dong-Guk devient footballeur professionnel et intègre les Pohang Steelers, un club évoluant au sein de la première division sud-coréenne de football, la K-League. La même année, le jeune Lee connait sa première sélection avec l'équipe nationale de Corée du Sud le 16 mai au cours d'un match amical contre la Jamaïque.
 Le sélectionneur national Cha Bum-geun le prend alors sous son aile et le convoque afin de participer à la Coupe du monde 1998 en France.
 Si les Guerriers Taeguk ne parviennent pas à s'extraire de la phase de poules, Lee Dong-Guk se fait remarquer grâce à un tir spectaculaire sur la barre transversale contre les Pays-Bas.
De retour de France, Lee Dong-gook s'impose comme l'un des meilleurs attaquants évoluant en K-League. 
Le jeune joueur inscrit son premier but en sélection le 18 février 2000 au cours d'un match contre le Costa Rica comptant pour la Gold Cup.
Un prélude à son parcours brillant en Coupe d'Asie quelques mois plus tard au Liban. Lee Dong-Guk, malgré l'élimination de la Corée du Sud en demi-finales, termine meilleur buteur de la compétition avec six réalisations.
Il n'en fallut pas plus pour attirer la convoitise des recruteurs européens. Au cours du mercato de l'été 2000, Lee est prêté au Werder Brême par son club Pohang. Toutefois, les blessures à répétition, le manque de temps de jeu pour prouver sa valeur et le manque de confiance des dirigeants allemands font de l'expatriation de Lee Dong-gook un calvaire. L'attaquant coréen regagne la K-League dès janvier 2001 pour retrouver le club de sa ville natale.
L'attaquant prodige de Pohang retrouve alors le chemin des filets ainsi qu'une place de titulaire. Cependant l'année 2002 apporte son lot de déceptions à celui que les fans ont surnommé le génie fainéant en raison de l'immense potentiel que le buteur ne semble pas exploiter à son maximum. L'entraineur hollandais Guus Hiddink choisit de ne pas sélectionner le jeune Lee Dong-gook pour participer à la Coupe du monde. Le manque d'envie récurrent montré par Lee Dong-gook sur les terrains de K-League pousse en effet Hiddink à écarter le jeune buteur, préférant appeler des joueurs agiles et dynamiques comme Ahn Jung-hwan ou encore Seol Ki-hyeon,. Un coup dur pour Lee Dong-gook qui avouera plusieurs années après la Coupe du monde Corée-Japon ne pas avoir suivi un seul match, préférant passer ses journées à boire.
Entretemps passé aux mains du Gwangju Sangmu Phoenix pour effectuer son service militaire, Lee joue pendant deux saisons pour le club du Jeolla avant de retrouver son club Pohang.

Lee Dong-gook connaît alors un véritable renouveau sous les couleurs des Steelers. Il redevient le buteur incontournable de la K-League, et son titre de MVP (meilleur joueur) de l'édition 2003 de l'exercice lui assure une place de titulaire au sein de la sélection nationale sud-coréenne. Le Roi Lion (surnom reçu à l'occasion de la coupe du monde en France en raison de sa crinière) retrouve confiance en lui et semble reprendre son ascension en menant la Corée du Sud en Allemagne après une campagne qualificative asiatique difficile en 2004 et 2005.
 Cependant, en 2006, Lee se blesse quelques mois avant le début de la Coupe du monde alors qu'il disputait un match avec les Pohang Steelers en Corée du Sud. C'est une rupture des ligaments croisés qui empêche le buteur coréen de disputer la Coupe du monde de 2006 en Allemagne. 
Les conséquences seront telles que ses coéquipiers n'arriveront pas à passer le premier tour malgré 4  points.
La blessure du joueur nécessite une intervention chirurgicale immédiate ainsi qu'une mise à pied de six mois. Lee Dong-gook ne retrouve donc le chemin des terrains que fin 2006 et dispute les play-offs de la K-League avec son club Pohang.
Une nouvelle ère commence pour Lee lorsqu'il signe à Middlesbrough en janvier 2006 après avoir obtenu un permis de travail lui permettant de jouer en Angleterre.
Visiblement soutenu par son nouvel entraîneur Gareth Southgate, Lee Dong-gook dispute son premier match en Premier League le 24 février 2007 face à Reading et manque de réaliser un début de rêve en envoyant une reprise de volée sur le poteau.

Le Coréen se voit par la suite accordé régulièrement du temps de jeu, en particulier en Carling Cup. Il ne fait alors pas de doutes qu'aux yeux de Southgate, Lee Dong-gook est un remplaçant de luxe. 
En juin de la même année, Lee est convoqué par le sélectionneur de l'Équipe de Corée du Sud Pim Verbeek afin de participer à la Coupe d'Asie de 2007 en Indonésie. À l'image de la sélection, Lee Dong-gook réalise un parcours terne. L'ancien meilleur buteur de l'édition de 2000 ne trouve pas une seule fois le chemin des filets et subit une concurrence rude de la part de Cho Jae-jin à la pointe de l'attaque. Il décroche toutefois avec ses coéquipiers la troisième place de la compétition après avoir battu le Japon au cours du match pour la troisième place.
De retour en Angleterre, Lee Dong-gook inscrit son premier but sous les couleurs de Middlesbrough le 29 août à la 66e minute d'un match de Carling Cup contre Northampton.
Au terme de la saison 2007-2008, il est libéré par son club et libre de tout contrat. En 2008, il rejoint le club de Seongnam Ilhwa Chunma en K-League.
En janvier 2009, il rejoint le club de Jeonbuk Hyundai Motors. Lors de la saison 2009, il remporte avec Jeonbuk le titre de champion de Corée du Sud et finit meilleur buteur de la K-League avec 21 réalisations.
Au cours de la saison 2011, Lee réussit un quadruplé en quarts de finale de la ligue des champions face à Cerezo Osaka, ce qui qualifie Jeonbuk pour la demi-finales qui l'oppose à Al-Ittihad. Jeonbuk perd la finale contre Al-Sadd lors des tirs au but et finit meilleur buteur avec 9 réalisations.
Lee Dong-gook est à ce jour le meilleur buteur sud-coréen en activité, avec 30 réalisations en équipe nationale.

## Vie privée
Lee Dong-gook s'est marié à Lee Soo-jin, finaliste de Miss Corée  1997, en Décembre 2005. Le couple a cinq enfants : les jumelles Lee Jae-si et Lee Jae-ah (nées le 14 août 2007), les jumelles Lee Seol-ah et Lee Soo-ah (nées le 18 juillet 2013) et un fils Lee Si-an, (né le 14 novembre 2014).
Lee Dong-gook et ses cinq enfants font partie d'une émission de télé-réalité coréenne, The Return of Superman (en) diffusé sur KBS World TV.

## Palmarès

### En équipe

#### En club
| - Pohang Steelers - Coupe de Corée du Sud - Finaliste (2) : 2001 et 2002. - Ligue des champions de l'AFC - Vainqueur (1) : 1998. - Supercoupe d'Asie - Finaliste (1) : 1998. - Coupe afro-asiatique des clubs - Finaliste (1) : 1998. - Coupe des champions de l'A3 - Finaliste (1) : 2005. |  | - Jeonbuk Hyundai - Championnat de Corée du Sud - Vainqueur (5) : 2009, 2011, 2014, 2015 et 2017. - Ligue des champions de l'AFC - Vainqueur (1) : 2016. - Finaliste (1) : 2011. |

#### En sélection nationale
- Corée du Sud
  - Coupe d'Asie des nations
    - 3e place (2) : 2000 et 2007.

### Distinctions personnelles
- Meilleur buteur de la Coupe d'Asie des nations : 2000 (6 buts).
- Meilleur buteur du championnat de Corée du Sud : 2009 (21 buts).
- Meilleur passeur du championnat de Corée du Sud : 2011 (15 passes).
- Meilleur buteur de la Ligue des champions : 2011 (9 buts).
- Meilleur jeune Joueur de la saison 1998 de K-League.
- Meilleur joueur de la saison 2009 et 2011 de K-League.
- Membre de l'équipe type 2009 et 2011 de K-League.

## Statistiques détaillées

### En club
| Saison                | Club                   | Championnat           | Championnat | Championnat | Coupe(s) nationale(s) | Coupe(s) nationale(s) | Compétition(s) continentale(s) | Compétition(s) continentale(s) | Compétition(s) continentale(s) | Sélection    | Sélection | Sélection | Total | Total |
| Saison                | Club                   | Division              | M.          | B.          | M.                    | B.                    | Comp.                          | M.                             | B.                             | Équipe       | M.        | B.        | M.    | B.    |
| 1998                  | Pohang Steelers        | 1                     | 15          | 7           | 9                     | 4                     | -                              | -                              | -                              | Corée du Sud | 7         | 0         | 31    | 11    |
| 1999                  | Pohang Steelers        | 1                     | 15          | 7           | 4                     | 1                     | -                              | -                              | -                              | -            | -         | -         | 19    | 8     |
| 2000                  | Pohang Steelers        | 1                     | 7           | 4           | 1                     | 0                     | -                              | -                              | -                              | Corée du Sud | 1         | 1         | 9     | 5     |
| 2000 - 2001           | Werder Brême           | 1                     | 7           | 0           | 0                     | 0                     | -                              | -                              | -                              | Corée du Sud | 10        | 7         | 17    | 7     |
| 2001                  | Pohang Steelers        | 1                     | 17          | 3           | -                     | -                     | -                              | -                              | -                              | Corée du Sud | 5         | 1         | 22    | 4     |
| 2002                  | Pohang Steelers        | 1                     | 21          | 7           | -                     | -                     | -                              | -                              | -                              | Corée du Sud | 5         | 0         | 26    | 7     |
| 2003                  | Gwangju Sangmu Phoenix | 1                     | 27          | 11          | -                     | -                     | -                              | -                              | -                              | Corée du Sud | 1         | 0         | 28    | 11    |
| 2004                  | Gwangju Sangmu Phoenix | 1                     | 19          | 1           | 6                     | 3                     | -                              | -                              | -                              | Corée du Sud | 10        | 8         | 35    | 12    |
| 2005                  | Gwangju Sangmu Phoenix | 1                     | 0           | 0           | 1                     | 0                     | -                              | -                              | -                              | -            | -         | -         | 1     | 0     |
| 2005                  | Pohang Steelers        | 1                     | 17          | 3           | 10                    | 4                     | -                              | -                              | -                              | Corée du Sud | 14        | 4         | 41    | 11    |
| 2006                  | Pohang Steelers        | 1                     | 10          | 7           | -                     | -                     | -                              | -                              | -                              | Corée du Sud | 9         | 1         | 19    | 8     |
| 2006 - 2007           | Middlesbrough          | 1                     | 9           | 0           | 2                     | 0                     | -                              | -                              | -                              | Corée du Sud | 1         | 0         | 12    | 0     |
| 2007 - 2008           | Middlesbrough          | 1                     | 14          | 0           | 4                     | 2                     | -                              | -                              | -                              | Corée du Sud | 6         | 0         | 24    | 2     |
| 2008                  | Seongnam Ilhwa Chunma  | 1                     | 10          | 2           | 3                     | 0                     | -                              | -                              | -                              | -            | -         | -         | 13    | 2     |
| 2009                  | Jeonbuk Hyundai Motors | 1                     | 29          | 21          | 7                     | 5                     | -                              | -                              | -                              | Corée du Sud | 4         | 0         | 40    | 26    |
| 2010                  | Jeonbuk Hyundai Motors | 1                     | 28          | 12          | 2                     | 1                     | CL                             | 8                              | 4                              | Corée du Sud | 10        | 3         | 48    | 20    |
| 2011                  | Jeonbuk Hyundai Motors | 1                     | 29          | 16          | 1                     | 0                     | CL                             | 8                              | 9                              | Corée du Sud | 2         | 0         | 40    | 25    |
| 2012                  | Jeonbuk Hyundai Motors | 1                     | 40          | 26          | 2                     | 2                     | CL                             | 6                              | 4                              | Corée du Sud | 8         | 5         | 56    | 37    |
| 2013                  | Jeonbuk Hyundai Motors | 1                     | 30          | 13          | 2                     | 2                     | CL                             | 8                              | 3                              | Corée du Sud | 5         | 0         | 45    | 18    |
| 2014                  | Jeonbuk Hyundai Motors | 1                     | 31          | 13          | 2                     | 0                     | CL                             | 7                              | 3                              | Corée du Sud | 4         | 3         | 44    | 19    |
| 2015                  | Jeonbuk Hyundai Motors | 1                     | 33          | 13          | 1                     | 1                     | CL                             | 7                              | 4                              | Corée du Sud | 0         | 0         | 41    | 18    |
| 2016                  | Jeonbuk Hyundai Motors | 1                     | 27          | 12          | -                     | -                     | CL                             | 11                             | 5                              | Corée du Sud | 0         | 0         | 38    | 17    |
| 2017                  | Jeonbuk Hyundai Motors | 1                     | 30          | 10          | -                     | -                     | -                              | -                              | -                              | Corée du Sud | 2         | 0         | 32    | 10    |
| 2018                  | Jeonbuk Hyundai Motors | 1                     |             |             | -                     | -                     | CL                             | -                              | -                              | Corée du Sud | 0         | 0         |       |       |
| Total sur la carrière | Total sur la carrière  | Total sur la carrière | 465         | 188         | 29                    | 14                    | -                              | 26                             | 20                             | 0            | 105       | 33        | 625   | 255   |

### Buts en sélection
| Buts (33) en sélection de Lee Dong-gook | Buts (33) en sélection de Lee Dong-gook | Buts (33) en sélection de Lee Dong-gook                 | Buts (33) en sélection de Lee Dong-gook | Buts (33) en sélection de Lee Dong-gook | Buts (33) en sélection de Lee Dong-gook | Buts (33) en sélection de Lee Dong-gook |
|                                         | Date                                    | Lieu                                                    | Adversaire                              | Score                                   | Résultat                                | Compétition                             |
| --------------------------------------- | --------------------------------------- | ------------------------------------------------------- | --------------------------------------- | --------------------------------------- | --------------------------------------- | --------------------------------------- |
| 1.                                      | 17 février 2000                         | Los Angeles Memorial Coliseum, Los Angeles (États-Unis) | Costa Rica                              | 1-0                                     | 2-2                                     | Gold Cup 2000                           |
| 2.                                      | 7 octobre 2000                          | Stade Al-Maktoum, Dubaï (Émirats arabes unis)           | Australie                               | ?-?                                     | 4-2                                     | LG Cup 2000                             |
| 3.                                      | 19 octobre 2000                         | Stade international de Tripoli, Tripoli (Liban)         | Indonésie                               | 1-0                                     | 3-0                                     | Coupe d'Asie 2000                       |
| 4.                                      | 19 octobre 2000                         | Stade international de Tripoli, Tripoli (Liban)         | Indonésie                               | 2-0                                     | 3-0                                     | Coupe d'Asie 2000                       |
| 5.                                      | 19 octobre 2000                         | Stade international de Tripoli, Tripoli (Liban)         | Indonésie                               | 3-0                                     | 3-0                                     | Coupe d'Asie 2000                       |
| 6.                                      | 23 octobre 2000                         | Stade international de Saïda, Saïda (Liban)             | Iran                                    | 2-1                                     | 2-1                                     | Coupe d'Asie 2000                       |
| 7.                                      | 26 octobre 2000                         | Cité sportive Camille-Chamoun, Beyrouth (Liban)         | Arabie saoudite                         | 1-2                                     | 1-2                                     | Coupe d'Asie 2000                       |
| 8.                                      | 29 octobre 2000                         | Cité sportive Camille-Chamoun, Beyrouth (Liban)         | Chine                                   | 1-0                                     | 1-0                                     | Coupe d'Asie 2000                       |
| 9.                                      | 16 septembre 2001                       | Busan Asiad Stadium, Pusan (Corée du Sud)               | Nigeria                                 | ?-?                                     | 2-1                                     | Match amical                            |
| 10.                                     | 10 juillet 2004                         | Gwangju World Cup Stadium, Gwangju (Corée du Sud)       | Bahreïn                                 | ?-0                                     | 2-0                                     | Match amical                            |
| 11.                                     | 23 juillet 2004                         | Shandong Sports Center, Jinan (Chine)                   | Émirats arabes unis                     | 1-0                                     | 2-0                                     | Coupe d'Asie 2004                       |
| 12.                                     | 27 juillet 2004                         | Shandong Sports Center, Jinan (Chine)                   | Koweït                                  | 1-0                                     | 4-0                                     | Coupe d'Asie 2004                       |
| 13.                                     | 27 juillet 2004                         | Shandong Sports Center, Jinan (Chine)                   | Koweït                                  | 2-0                                     | 4-0                                     | Coupe d'Asie 2004                       |
| 14.                                     | 31 juillet 2004                         | Shandong Sports Center, Jinan (Chine)                   | Iran                                    | 2-2                                     | 3-4                                     | Coupe d'Asie 2004                       |
| 15.                                     | 8 septembre 2004                        | Stade Thong Nhat, Hô Chi Minh-Ville (Viêt Nam)          | Viêt Nam                                | 1-1                                     | 2-1                                     | Qualifications Coupe du monde 2006      |
| 16.                                     | 17 novembre 2004                        | Seoul World Cup Stadium, Séoul (Corée du Sud)           | Maldives                                | 2-0                                     | 2-0                                     | Qualifications Coupe du monde 2006      |
| 17.                                     | 19 décembre 2004                        | Busan Asiad Stadium, Pusan (Corée du Sud)               | Allemagne                               | 2-1                                     | 3-1                                     | Match amical                            |
| 18.                                     | 9 février 2005                          | Seoul World Cup Stadium, Séoul (Corée du Sud)           | Koweït                                  | 1-0                                     | 2-0                                     | Qualifications Coupe du monde 2006      |
| 19.                                     | 30 mars 2005                            | Seoul World Cup Stadium, Séoul (Corée du Sud)           | Ouzbékistan                             | 2-0                                     | 2-1                                     | Qualifications Coupe du monde 2006      |
| 20.                                     | 8 juin 2005                             | Stade Al-Sadaqua Walsalam, Koweït City (Koweït)         | Koweït                                  | 2-0                                     | 4-0                                     | Qualifications Coupe du monde 2006      |
| 21.                                     | 16 novembre 2005                        | Seoul World Cup Stadium, Séoul (Corée du Sud)           | Serbie-et-Monténégro                    | 2-0                                     | 2-0                                     | Match amical                            |
| 22.                                     | 15 février 2006                         | Los Angeles Memorial Coliseum, Los Angeles (États-Unis) | Mexique                                 | 1-0                                     | 1-0                                     | Match amical                            |
| 23.                                     | 7 février 2010                          | Stade olympique de Tokyo, Tokyo (Japon)                 | Hong Kong                               | 3-0                                     | 5-0                                     | Coupe d'Asie de l'Est 2010              |
| 24.                                     | 14 février 2010                         | Stade olympique de Tokyo, Tokyo (Japon)                 | Japon                                   | 1-1                                     | 3-1                                     | Coupe d'Asie de l'Est 2010              |
| 25.                                     | 3 mars 2010                             | Loftus Road, Londres (Angleterre)                       | Côte d'Ivoire                           | 1-0                                     | 2-0                                     | Match amical                            |
| 26.                                     | 25 février 2012                         | Jeonju World Cup Stadium, Jeonju (Corée du Sud)         | Ouzbékistan                             | 1-0                                     | 4-2                                     | Match amical                            |
| 27.                                     | 25 février 2012                         | Jeonju World Cup Stadium, Jeonju (Corée du Sud)         | Ouzbékistan                             | 2-0                                     | 4-2                                     | Match amical                            |
| 28.                                     | 29 février 2012                         | Seoul World Cup Stadium, Séoul (Corée du Sud)           | Koweït                                  | 1-0                                     | 2-0                                     | Qualifications Coupe du monde 2014      |
| 29.                                     | 11 septembre 2012                       | Stade Pakhtakor Markaziy, Tachkent (Ouzbékistan)        | Ouzbékistan                             | 2-1                                     | 2-2                                     | Qualifications Coupe du monde 2014      |
| 30.                                     | 14 novembre 2012                        | Hwaseong Stadium, Hwaseong (Corée du Sud)               | Australie                               | 1-0                                     | 1-2                                     | Match amical                            |
| 31.                                     | 5 septembre 2014                        | Bucheon Stadium, Bucheon (Corée du Sud)                 | Venezuela                               | 2-1                                     | 3-1                                     | Match amical                            |
| 32.                                     | 5 septembre 2014                        | Bucheon Stadium, Bucheon (Corée du Sud)                 | Venezuela                               | 3-1                                     | 3-1                                     | Match amical                            |
| 33.                                     | 14 octobre 2014                         | Seoul World Cup Stadium, Séoul (Corée du Sud)           | Costa Rica                              | 1-1                                     | 1-3                                     | Match amical                            |

## Prix et nominations
| Année | Prix                              | Catégorie                                     | Travail                     | Résultat |
| ----- | --------------------------------- | --------------------------------------------- | --------------------------- | -------- |
| 2015  | 14e KBS Entertainment Awards (en) | Meilleur animateur - Catégorie divertissement | The Return Of Superman (en) | Gagné    |
| 2015  | 14e KBS Entertainment Awards (en) | Prix du meilleur nouvel animateur             | The Return Of Superman (en) | Nommé    |
| 2016  | 15e KBS Entertainment Awards (en) | Top Excellence – Télé-réalité                 | The Return Of Superman (en) | Gagné    |